# Jeon Mi-do
Jeon Mi-do (tiếng Hàn: 전미도; sinh ngày 4 tháng 8 năm 1982) là  nữ diễn viên sân khấu và truyền hình người Hàn Quốc. Cô được biết đến với vai diễn bác sĩ Chae Song-hwa trong Những bác sĩ tài hoa.

## Tiểu sử

### Giáo dục
- Myongji College (명지전문대학), Khoa Sân khấu và Điện ảnh – Tốt nghiệp Cử nhân

## Đời tư
Năm 2013, Jeon Mi-do kết hôn với bạn trai không phải người nổi tiếng mà cô đã hẹn hò được 6 tháng.

## Danh sách phim

### Phim
| Năm  | Nhan đề       | Vai diễn      | Ghi chú | Ng. |
| ---- | ------------- | ------------- | ------- | --- |
| 2019 | Metamorphosis | Mẹ của cô gái | Cameo   |     |

### Phim truyền hình
| Năm     | Nhan đề              | Kênh | Vai diễn         | Ghi chú             | Ng.   |
| ------- | -------------------- | ---- | ---------------- | ------------------- | ----- |
| 2018    | Mother               | tvN  | Mẹ của Won-hee   | Cameo               |       |
| 2020–21 | Những bác sĩ tài hoa | tvN  | Chae Song-hwa    | Vai chính, phần 1&2 |       |
| 2022    | Ba mươi chín         | JTBC | Jeong Chan-young | Vai chính           | [ 5 ] |
| 2024    | Mối liên kết bí ẩn   | SBS  | Oh Yun-jin       | Vai chính           |       |

### Nhạc kịch sân khấu
| Năm  | Tên                             | Tên tiếng Hàn       | Vai diễn       |
| ---- | ------------------------------- | ------------------- | -------------- |
| 2006 | Mr. Mouse                       | 미스터 마우스       |                |
| 2007 | White Propose                   | 화이트 프로포즈     | Yeon-hee       |
| 2008 | Puberty                         | 사춘기              | Soo-hee        |
| 2009 | Finding Mr. Destiny             | 김종욱 찾기         |                |
| 2009 | Hero                            | 영웅                | Lingling       |
| 2010 | Splendid Holiday                | 화려한 휴가         | Shin-ae        |
| 2010 | The Disappearance of the Prince | 왕세자 실종사건     | Ja-sook        |
| 2011 | Hero                            | 영웅                | Lingling       |
| 2011 | Lee Chae                        | 이채                | Shin Eun-young |
| 2012 | Doctor Zhivago                  | 닥터 지바고         | Lara           |
| 2012 | Bungee Jump                     | 번지점프를 하다     | Tae-hee        |
| 2012 | Mirror Princess Pyeong Gang     | 거울공주 평강이야기 | Yeon-i         |
| 2013 | Moon Embracing the Sun          | 해를 품은 달        | Yeon-woo       |
| 2013 | Bungee Jump                     | 번지점프를 하다     | Tae-hee        |
| 2013 | Werther                         | 베르테르            | Lotte          |
| 2014 | Once                            | 원스                | Girl           |
| 2015 | Man of La Mancha                | 맨 오브 라만차      | Aldonza        |
| 2015 | Maybe Happy Ending              | 어쩌면 해피엔딩     | Claire         |
| 2015 | Werther                         | 베르테르            | Lotte          |
| 2016 | Sweeney Todd                    | 스위니 토드         | Mrs. Lovett    |
| 2016 | Maybe Happy Ending              | 어쩌면 해피엔딩     | Claire         |
| 2017 | Maybe Happy Ending              | 어쩌면 해피엔딩     | Claire         |
| 2018 | Doctor Zhivago                  | 닥터 지바고         | Lara           |
| 2018 | Il Tenore                       | 일 테노레           | Seo Jin Yeon   |
| 2019 | When We Were Seventeen          | 빠리빵집            | Miyeon         |
| 2020 | Maybe Happy Ending              | 어쩌면 해피엔딩     | Claire         |
| 2021 | Sweeney Todd                    | 스위니 토드         | Mrs. Lovett    |

### Kịch sân khấu
| Năm  | Tên               | Tên tiếng Hàn   | Vai diễn      |
| ---- | ----------------- | --------------- | ------------- |
| 2007 | Liar 2            | 라이어 2탄      | Vicky         |
| 2008 | Agnes of God      | 신의 아그네스   | Agnes         |
| 2010 | Hoya              | 호야            |               |
| 2011 | The Author        | 디 오써         | Mido          |
|      | The Seagull       | 갈매기          | Nina          |
| 2012 | The Chery Orchard | 벚꽃동산        | Anya          |
|      | Romeo and Juliet  | 로미오와 줄리엣 | Juliet        |
| 2013 | 14 in Chekhov     | 14인 체홉       |               |
| 2014 | Mephisto          | 메피스토        | Mephisto      |
|      | Some Girl(s)      | 썸걸즈          | Mido          |
| 2016 | Hehehe Hahaha     | 흑흑흑 희희희   | Yeon Baek Hee |
|      | Bea               | 비(BEA)         | Bea           |
| 2018 | Olso              | 오슬로          | Mona Jull     |
| 2019 |                   | 후회화성        | Alfie         |

### Chương trình truyền hình
| Năm  | Tên chương trình           | Kênh phát sóng | Vai trò    | Ghi chú | Ng.   |
| ---- | -------------------------- | -------------- | ---------- | ------- | ----- |
| 2021 | Wise Mountain Village Life | tvN            | Thành viên |         | [ 6 ] |

## Giải thưởng và đề cử
| Năm  | Lễ trao giải                                                                   | Hạng mục                                          | Thể loại         | (Những) Người/Tác phẩm được đề cử | Kết quả   | Ng.         |
| ---- | ------------------------------------------------------------------------------ | ------------------------------------------------- | ---------------- | --------------------------------- | --------- | ----------- |
| 2008 | Korean Drama Awards                                                            | Tân binh của năm                                  | Kịch             | Agnes of God                      | Đoạt giải |             |
| 2008 | 14th Korea Musical Awards                                                      | Nữ diên viên mới xuất sắc nhất                    | Nhạc kịch        | Puberty                           | Đề cử     |             |
| 2013 | 19th Korea Musical Awards                                                      | Nữ diễn viên chính xuất sắc nhất                  | Nhạc kịch        | Moon Embracing the Sun            | Đề cử     |             |
| 2014 | Stage Talk Audience's Choice Awards (SACA)                                     | Nữ diễn viên chính xuất sắc nhất                  | Kịch             | Mephisto                          | Đoạt giải |             |
| 2015 | 9th The Musical Awards                                                         | Nữ diễn viên chính xuất sắc nhất                  | Nhạc kịch        | Once                              | Đoạt giải |             |
| 2016 | Stage Talk Audience's Choice Awards (SACA)                                     | Nữ diễn viên chính xuất sắc nhất                  | Kịch             | Bea                               | Đoạt giải |             |
| 2017 | 1st Korea Musical Awards                                                       | Nữ diễn viên chính xuất sắc nhất                  | Nhạc kịch        | Sweedney Todd                     | Đoạt giải |             |
| 2017 | Yegreen Musical Awards                                                         | Nữ diễn viên được yêu thích                       | Nhạc kịch        | Maybe Happy Ending                | Đoạt giải |             |
| 2017 | Stage Talk Audience's Choice Awards (SACA)                                     | Nữ diễn viên chính xuất sắc nhất                  | Nhạc kịch        | Maybe Happy Ending                | Đoạt giải |             |
| 2018 | 2nd Korea Musical Awards                                                       | Nữ diễn viên chính xuất sắc nhất                  | Nhạc kịch        | Maybe Happy Ending                | Đoạt giải |             |
| 2018 | Stage Talk Audience's Choice Awards (SACA)                                     | Nữ diễn viên chính xuất sắc nhất                  | Kịch             | Olso                              | Đoạt giải |             |
| 2019 | 3rd Korea Musical Awards                                                       | Nữ diễn viên chính xuất sắc nhất                  | Nhạc kịch        | Doctor Zhivago                    | Đề cử     |             |
| 2020 | Asia Artist Awards                                                             | Diễn xuất sắc nhất                                | Phim truyền hình | Những bác sĩ tài hoa phần 1       | Đoạt giải |             |
| 2020 | Asia Content Awards                                                            | Nữ diễn viên mới xuất sắc nhất                    | Phim truyền hình | Những bác sĩ tài hoa phần 1       | Đoạt giải |             |
| 2020 | Brand of the Year Awards                                                       | Nữ diễn viên mới xuất sắc nhất                    | Phim truyền hình | Những bác sĩ tài hoa phần 1       | Đoạt giải |             |
| 2020 | Asia Model Awards                                                              | Rising Star Award                                 | Phim truyền hình | Những bác sĩ tài hoa phần 1       | Đoạt giải |             |
| 2020 | Baeksang Arts Awards                                                           | Nữ diễn viên mới xuất sắc nhất - Phim truyền hình | Phim truyền hình | Những bác sĩ tài hoa phần 1       | Đề cử     |             |
| 2020 | Melon Music Awards                                                             | Nhạc phim hay nhất                                | Âm nhạc          | I knew I love                     | Đề cử     |             |
| 2020 | Seoul Music Awards                                                             | Nhạc phim hay nhất                                | Âm nhạc          | I knew I love                     | Đề cử     |             |
| 2021 | 7th APAN Star Awards                                                           | Nữ diễn viên mới xuất sắc nhất                    | Phim truyền hình | Những bác sĩ tài hoa              | Đoạt giải | [ 7 ]       |
| 2021 | 7th APAN Star Awards                                                           | Ngôi sao nổi tiếng, Nữ diễn viên                  | Phim truyền hình | Những bác sĩ tài hoa              | Đề cử     | [ 8 ] [ 9 ] |
| 2021 | Newsis Hallyu Expo                                                             | Seoul City Council president's Award              | Phim truyền hình |                                   | Đoạt giải |             |
| 2022 | Giải thưởng Thương hiệu Hàng đầu Hàn Quốc 2022 (2022 Korea First Brand Awards) | Nữ diễn viên xuất sắc nhất                        |                  | Jeon Mi-do                        | Đoạt giải | [ 10 ]      |